# Wicie (Darłowo)

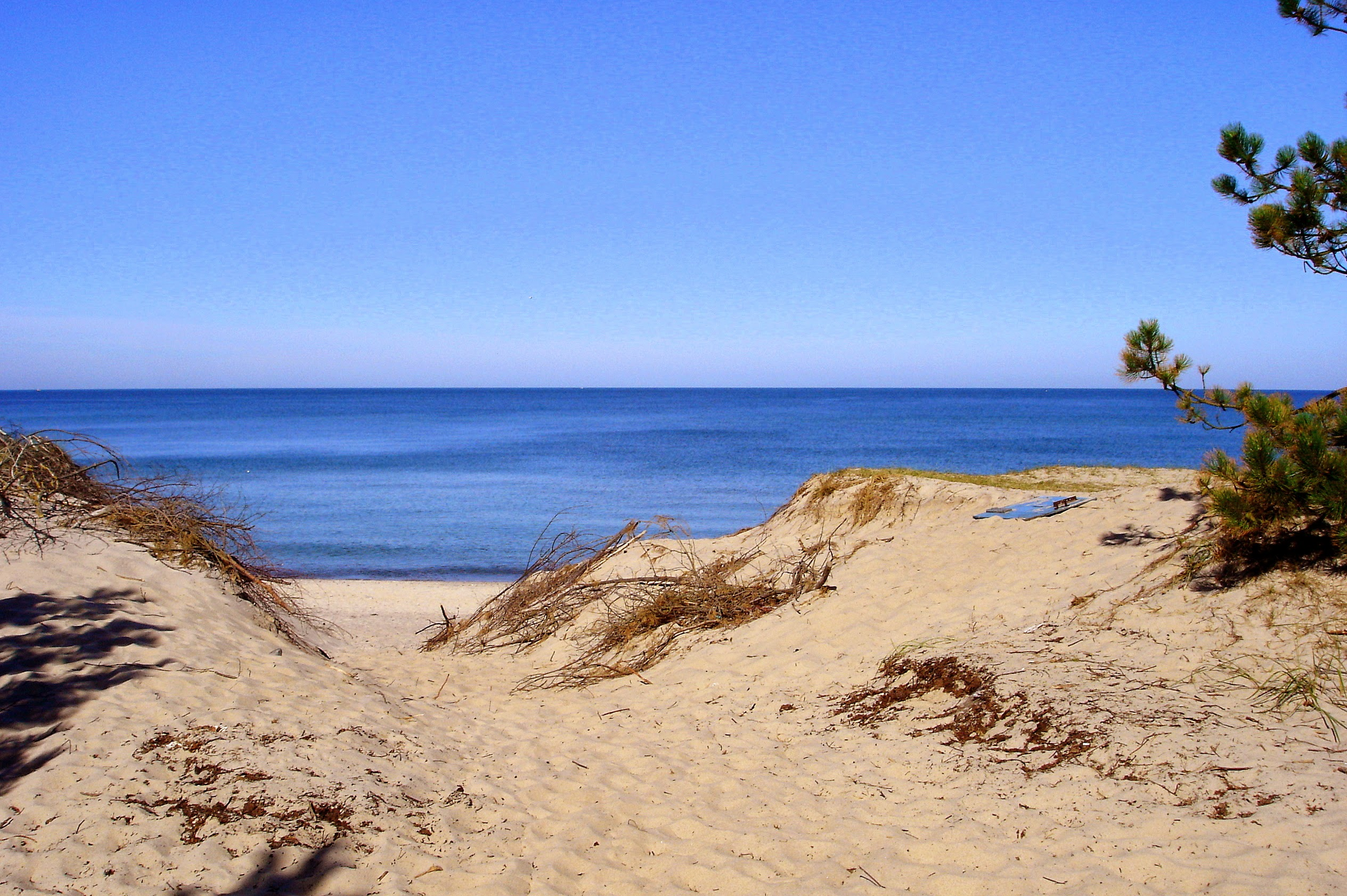
Strandzugang

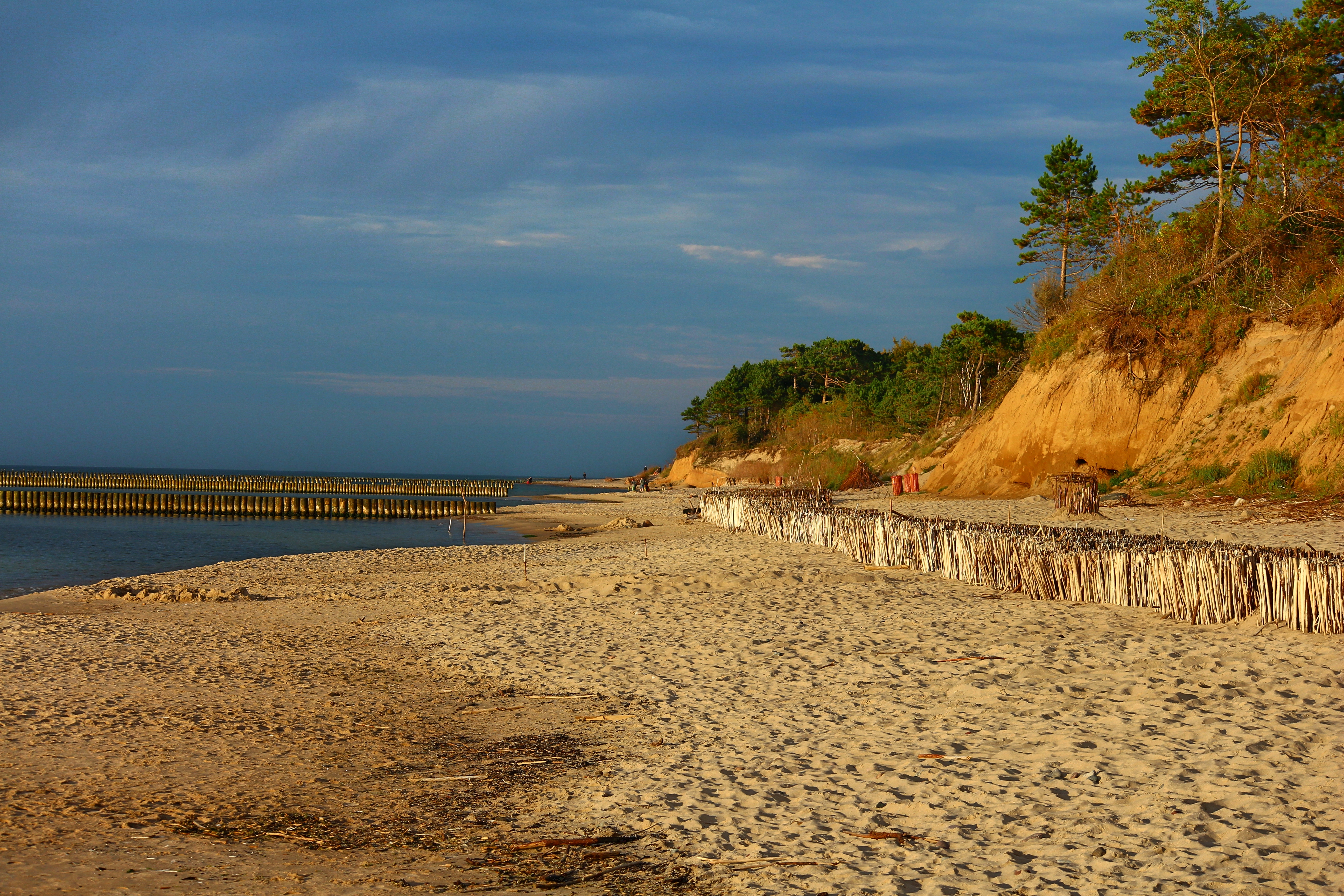
Strand

Wicie (deutsch Vitte) ist ein Dorf am Jezioro Kopań (Vitter See) im Nordosten der polnischen Woiwodschaft Westpommern. Es gehört zur Landgemeinde Darłowo (Rügenwalde) im Powiat Sławieński (Kreis Schlawe).

## Geographische Lage
Wicie liegt in einer Wiesen- und Dünenlandschaft zwischen dem Nordufer des Binnensees Jezioro Kopań (Vitter See) und der Ostsee, zehn Kilometer nordöstlich von Darłowo und zwanzig Kilometer nordwestlich der Stadt Sławno. 
Nachbarorte von Wicie sind: im Südwesten Kopań (Kopahn) am Südufer des Sees, im Osten Rusinowo (Rützenhagen), im Süden Barzowice (Barzwitz) und das am Südufer des Sees gelegene Palczewice (Palzwitz).

## Ortsname
Die deutsche Ortsbezeichnung Vitte soll von Witte/schwedisch „vittja“ = „Anlande-“, „Stapelplatz“ herrühren. Früher sprach man auch vom Rügenwalder Vitte, Klönnevitte oder Klennevitte (= „kleines Vitte“). Der Name kommt in Pommern noch einmal im Landkreis Vorpommern-Rügen vor, als heutiger Ortsteil der Gemeinde Hiddensee.

## Geschichte
Vitte soll um 1400 von Schweden aus gegründet worden sein. Bereits vor 1407 erhalten die Kartäuser das Recht, „in Klonnevytze“ ein Kloster zu errichten, wovon sie jedoch absehen.
In der Zeit der Hanse war Vitte als Fischereihafen am Abfluss des Strandsees in die Ostsee bedeutungsvoll. Die Fischer trieben lebhaften Handel mit Danzig, Lübeck, Rostock, Wismar und Königsberg (Preußen). Sie lieferten Fischwaren, Sopeck, Schmeer und Erbsen und brachten Salz, Gewand und Eisen zurück. Deswegen gab es zwischen 1508 und 1636 mehrfach Streit mit den Rügenwalder Kaufleuten, den die Herzöge schlichten mussten.
Aufgrund von Veränderungen des Strandes ging die günstige Lage und damit die Bedeutung von Vitte verloren. Es blieben nur noch zwölf Fischerfamilien übrig. Mit dem weiteren Nachlassen der Fischerei folgte allmählich ein Übergang zum Ackerbau, der den Ort zu einem wohlhabenden Bauerndorf werden ließ.
Im Jahre 1818 lebten in Vitte 85 Einwohner. Ihre Zahl stieg bis 1885 auf 149 und betrug 1939 noch 93.
Überliefert sind – wegen der starken Strömungsverhältnisse an der Vitter Küste – zahlreiche Schiffbrüche wie die Strandungen der Maria (1895), Fortuna (1896), Wolgast (1913) und Columbus (1932).
Bis 1945 lag Vitte im Landkreis Schlawe i. Pom. im Regierungsbezirk Köslin der preußischen Provinz Pommern. Die Gemeinde gehörte zum Amts- und Standesamtsbezirk Palzwitz (heute polnisch: Palczewice) und zum Amtsgerichtsbereich Rügenwalde (Darłowo).
Gegen Ende des Zweiten Weltkriegs besetzten am 8. März 1945 sowjetische Truppen den Ort. Die Bewohner wurden zum Bau von Bunkern und Laufgräben verpflichtet. Nach deren Fertigstellung wurde ein zwanzig Kilometer breiter Küstenstreifen geräumt. Die Vitter wurden in Alt Schlawe (Sławsko) und Kuhtz (Kusice) untergebracht, durften dann Ende Juni 1945 wieder heimkehren. Nach Kriegsende wurde Vitte unter polnische  Verwaltung gestellt. Anfang 1946 übernahmen Polen der Höfe, und am 14. Dezember 1946 wurden alle Deutschen ausgewiesen. Vitte wurde in Wicie umbenannt. 
Die Ortschaft ist heute ein Teil der Gmina wiejska Darłowo im Powiat Sławieński der Woiwodschaft Westpommern. Hier leben heute etwa 40 Menschen.

## Kirche
Vor 1945 waren alle Einwohner in Vitte evangelisch. Das Dorf gehörte zum Kirchspiel Barzwitz (Barzowice) im Kirchenkreis Rügenwalde der Kirchenprovinz Pommern der Kirche der Altpreußischen Union. 
Seit 1945 ist die Bevölkerung von Wicie fast ausnahmslos römisch-katholisch. Kirchdorf ist – weiterhin – Barzowice, dem heutigen Dekanat Darłowo zugeordnet und im Bistum Köslin-Kolberg der Katholischen Kirche in Polen gelegen. Die wenigen evangelischen Einwohner gehören jetzt zum Kirchspiel Koszalin (Köslin) in der Diözese Pommern-Großpolen der Evangelisch-Augsburgischen Kirche in Polen.

## Schule
Vor 1945 bestand in Vitte eine einklassige Volksschule für eine Zahl von 15 Kindern in einem ehemaligen Forsthaus. Vorher fand nur Winterunterricht in einer angemieteten Stube in einem Fischerhaus statt. 1936 wurde die Schule aufgelöst, und die letzten drei Kinder nach Rützenhagen (Rusinowo) umgeschult. 

## Verkehr
Eine schmale, zwei Kilometer lange Nebenstraße führt von der Verbindungsstraße von Drozdowo (Drosedow) an der Woiwodschaftsstraße (DW) 203 über Korlino (Körlin) nach Zaleskie (Saleske), ebenfalls an der DW 203 gelegen, in das kleine Seedorf. Die nächste Bahnstation ist Darłowo.